# Need for Speed: Rivals
Need for Speed: Rivals är ett racingspel utvecklat av Ghost Games och Criterion Games som ges ut av Electronic Arts. Spelet släpptes till Microsoft Windows, Playstation 3 och Xbox 360 den 19 november 2013 och till Playstation 4 och Xbox One som lanseringstitel till de båda konsolerna.

## Gameplay
Need for Speed: Rivals utspelar sig i det fiktiva Redview County. Spelet har liknande upplägg som Need for Speed: Hot Pursuit 2010 och spelaren väljer att köra som polis eller fartsyndare som båda har sina egna utmaningar, risker och belöningar. Oavsett den valda sidan finns ett flertal vapen för att bekämpa motståndaren med, såsom turbo, störsändare och elektromagnetisk puls för fartsyndarna och tryckvågor, vägavspärrningar och helikoptrar för polisen.
Fartsyndarna och poliserna har sina egna bilar, med undantaget av Aston Martin Vanquish som finns tillgänglig för båda. För första gången sedan Need for Speed: Hot Pursuit 2 för elva år sedan, så är Ferrari med i serien med F12berlinetta och 458 Spider
Need for Speed: Rivals har ett helt nytt socialt system, Alldrive, som sömlöst låter spelarna byta mellan att spela ensamma till att spela med vänner; något som beskrivs att det "förstör linjen mellan singleplayer och multiplayer".